# Aalst (Kelet-Flandria)
Az azonos nevű közigazgatási körzetért lásd Aalst járás
Aalst (hollandul, francia: Alost, a helyi nyelvjárásban „Oilsjt”) belga város, amely Flandria  régióban, Kelet-Flandria tartományban található. A városhoz tartozik közigazgatásilag a környező települések közül Gijzegem, Hofstade, Baardegem, Herdersem, Meldert, Moorsel, Erembodegem és Nieuwerkerken. A 77 000 lakosú város védőszentje Szent Márton, és lakosait mint „Aalstenaars” ismerik.

## Földrajzi adatok
Aalst a Dender folyó mellett terül el, ahol a Molenbeek-Ter Erpenbeek vize beletorkollik. A város központja, amely a Dender partja mellett található, a tengerszint felett 10 méterrel fekszik. A város főtere, a Grote Mark 12 méterrel van a tengerszint felett, a legmagasabb pont pedig körülbelül félúton Aalst városközpontja és Herdersem község között található, tengerszint felett 30 méterrel.
A várost kelet-délkelet-dél-délnyugat felől enyhe dombság övezi. Aalsttól keletre húzódik a belga Pajottenland régió, ahol helyenként akár 100 méter magas dombok is találhatók. A várostól dél-délnyugatra találhatók a „flamand Ardennek” (Vlaamse Ardennen) néven ismert régió „előhegységei”, azaz 60–85 méter magas dombok.
A város Belgium központi részén található, félúton a főváros, Brüsszel és Gent között, az E40 autópálya mellett.

## Története
Az ókorból nem maradt fenn sok adat Aalst-ra nézve. Az bizonyos, hogy a térséget előbb kelta törzsek népesítették be, majd röviddel a Kr.e. 1 században a rómaiak foglalták el a térséget és a Gallia Belgica tartományt alakították ki. A római uralomnak a Kr. u. 5. században a germán törzsek vetettek véget, különösen jelentős a frankok szerepe. Aalst környéke a 7–8. századra kialakuló Frank Birodalom része lett, a brabanti határvidékhez tartozott. 843-ban a verduni szerződéssel Nagy Károly birodalmát három részre osztották fel utódai, és Aalst a Lotaringiai Királyság része lett, majd annak felaprózódása után a Brabanti Hercegség egyik hűbéres állama, az Aalsti Grófság székhelye.
A város nevének eredete pontosan nem ismert, de egyes feltételezések szerint a germán „alusoth”-ból ered, ami kb. „szilfa-liget”-et jelent. A magyarázat annyiban helytállónak tűnik, hogy a környéken számos falunak adtak germán nevet az itt letelepedő törzsek, mint például Nederhasselt, ahol a „neder-hasluth” kb. annyit tesz, mint a „mogyorófákkal benőtt térség alsó része”. A város nevének eredetére adott másik magyarázat szerint a név a kelta „Al Ost”-ból származik, ami „víz melletti hely”-et jelent. Az elmélet szerint Aalst már akkor is olyan jelentős település volt, hogy a germán hódítás után is megtartotta kelta eredetű nevét. Az elméletet alátámasztja, hogy Belgium és Hollandia területén számos településnek a neve Aalst, és mindenhol vissza lehetett követni a kelta törzsekhez.
A város első említése a 868-ból származik, amikor „villa Alost” néven a lobbesi apátság birtoka volt. 1048-ban a Dender és a Scheldt folyók közötti térséget V. Balduin flamand gróf meghódította és a Flamand grófsághoz csatolta, de Aalst részben megtarthatta függetlenségét. Brabant-Lotaringia hercegei további két évszázadon át sikertelenül próbálták visszahódítani a térséget, ennek ellenére Aalst címerének vörös és fehér sávja ma is a lotaringiai hercegekre emlékeztet. A 10. század során a várost számos alkalommal kifosztották a Dender folyón felhajózó vikingek, és ebben az időben minden helyi templomban azért könyörögtek, hogy „Az északi emberektől ments meg minket, Urunk!”.
Aalst 1164-ben kapott városi címet, 1174-ben bíróságot és 1241-ben kórház épült. A 13–16. században épült régi kórház (Oud-Hospitaal) épületei még ma is láthatók. A városháza és a harangtorony építése 1225-ben kezdődött és az egyik legrégebbi, épségben fennmaradt városháza Belgiumban. Ebből a korból számos kézirat maradt fenn a városi levéltárban, annak ellenére, hogy a városháza és maga a város is, majdnem megsemmisült az 1360-as tűzvészben.
A begina közösség 1261-ben alakult meg a városban, és ekkor épült rendházuk is. Ez az épület szinte teljesen elpusztult az 1950-es években, amikor a város vezetése úgy döntött, hogy a nagyon leromlott állapotban lévő beginaházakat korszerű szociális lakássokkal helyettesíti. Ma lényegében csak a Szent Katalinnak szentelt beginatemplom emlékeztet a rendre.
A város a középkorban igen gazdag volt, elsősorban a textilműveseknek és a sörfőzésben felhasznált komló termesztésének köszönhetően. A város védőszentjéről elnevezett Sint-Maartenskerk-et az amiens-i katedrális mintájára építették fel. A 15. században épült az UNESCO világörökségeként nyilvántartott gótikus stílusú harangtorony is. Ekkor élt és dolgozott itt Dirk Martens, aki Németalföldön elsőként nyitott nyomdát, és többek között Rotterdami Erasmus műveit, Thomas More Utópiáját és Kolumbusz Kristóf leveleit publikálta, amelyben utóbbi beszámolt az Újvilág felfedezéséről.
A feljegyzések szerint 1338-ban mintegy 3600 lakos élt Aalstban. 1360-ban tűzvész pusztította el, 1380-ban a II. Lajos flamand gróf ellen fellázadt genti milícia katonái szinte teljen lerombolták a várost. A gróf halála után Flandria a burgundi hercegek birtokába került, és Aalst ismét fejlődésnek indult.
Aalst jelentős károkat szenvedett a németalföldi szabadságharc (1568–1648) során, majd később is, amikor a franciák elfoglalták 1667-ben. A franciák ekkor szinte minden jelentős flamand város falait és erődítményeit lerombolták, és ez alól Aalst sem volt kivétel.
Bár a francia uralom alatt a textilipar tovább virágzott, a 19. század elején az ipari forradalom jelentős változásokat hozott a város életében, és a hagyományos iparágak szinte teljesen eltűntek. A változásokat kísérő szociális válság idején a helyi pap, Adolf Daens és pártja, a Christene Volkspartij (Keresztény Néppárt) állt ki a helyi munkások jogai mellett. Mindkét világháború idején megszállták a várost a németek.
Egyházi szempontból Aalst kezdetben a brabanti főesperesség része volt, majd átkerült a brüsszeli főesperességhez, a kortrijki püspökség részeként. Csak a 16. században csatolták a mecheleni főesperességhez.
Katonai és kereskedelmi szempontból Aalst jelentőségét az adta, hogy a város a Brugge–Köln közötti kereskedelmi útvonal egyik fontos állomása, illetve a Dender folyó egyik átkelője, valamint a flamand grófságot és a brabanti hercegséget elválasztó határ egyik fontos erődítménye volt. Miután a burgundi hercegek uralmuk alatt egyesítették Németalföld nagy részét, Aalst jelentősége csökkent. Manapság a városhoz tartozó két résztelepülés, Baardegem és Meldert viszont egészen 1795-ig a brabanti hercegség részét alkotó Assei Szabadállamhoz tartozott.
Jelenleg jelentős a város textilipara és textilgép-ipara, nevezetesek az itt gyártott különleges sörök és csokoládék.

### Hagymák
A flamand nyelvben a város lakóit „Aalstenaar”-nak nevezik, de létezik egy másik, meglehetősen sértő gúnynév is: „Ajuinen” azaz „hagymák”. Az elnevezés annyira elterjedt Flandriában, hogy szinte teljesen egyértelműen azonosítja a város lakóit, akik a jelek szerint nem is bánják. Az elnevezés eredete a 19. század elejére vezethető vissza, amikor a sörfőzés mellett Aalst a körülötte elterülő hagymaföldekről volt híres. A városban rendszeresen tartottak komló, illetve hagymavásárokat.
A város címere Nicholas Colijn ezüstműves munkája, akit 1394-ben a városi nagypecsét elkészítésére kértek fel. A címer közepén található kard a város önállóságát és katonai szerepét hivatott jelképezni, míg a flamand oroszlán és a német birodalmi sas az Aalsti Grófság két hűbérurára emlékeztet.

## Érdekességek
Aalst városa leginkább az évente megrendezett karneválról ismert, amely miatt állandó rivalizálásban állnak a közeli Dendermonde városával. A vita elsősorban arra vonatkozik, hogy kinek van joga a felvonulásban szerepeltetni a legendás lovat, Ros Beiaard-ot. A legenda szerint a ló mentette meg lovasát és három testvérét attól, hogy Nagy Károly elfogja őket.
A Grote Markton található a Belgium világörökségi helyszínei közé tartozó városháza és harangtornya, illetve a híres belga nyomdász és kiadó, Dirk Martens szobra. A város másik híres, irodalmi szülötte Louis Paul Boon. Utóbbi írta 1971-ben Adolf Daens-ről és testvéréről, Pieter Daens-ről a helyi munkásmozgalom történetét megörökítő könyvét, „Pieter Daens of hoe in de 19e eeuw de arbeiders van Aalst vochten tegen armoede en onrecht” (Pieter Daens, avagy hogyan küzdöttek a 19. századi aalsti munkások a szegénység és az igazságtalanság ellen) címmel. A könyv igen jól bemutatja a város és környéke, a régió és Belgium munkásosztályának helyzetét.
Aalst központjában számos műemlék templom található, köztük a Sint-Martinuskerk és a Sint-Jozefskerk (Szent József-templom), a környező településeken a Heilig Hartkerk és a mijlbeeki Onze-Lieve-Vrouw-van-Bijstand-Kerk.
1473-ban itt alapították meg Németalföld első nyomdáját.
A Szent Márton-templomot eredetileg 1481-ben kezdték el építeni és az egész környék katedrálisának szánták. A templom építése 180 évig tartott, de a város pénze elfogyott, és a templomot sosem fejezték be az eredeti tervek alapján. 1947. március 29-én kigyulladt a templomtorony, és a rákövetkező tűzvészben a templom nagy része megsemmisült. A tűz után csak részben állították helyre. A templomot, rangjához méltóan, számos németalföldi festő és szobrász alkotása díszítette, de az egymást követő spanyol, francia és holland hódítások során ezek jó részét elhurcolták. Csak Peter Paul Rubens egyik műve, a „De Heilige Rochus en de Pestlijders” látható itt a mai napig, illetve néhány helyi festő műve, amit sikerült kimenteni a tűzvészből. Az anekdota szerint egy amerikai látogató mindenáron meg akarta szerezni a Rubens-képet, és felajánlotta, hogy a festmény ára mellett még finanszírozza a templom helyreállítását is, de a város elutasította az ajánlatot.

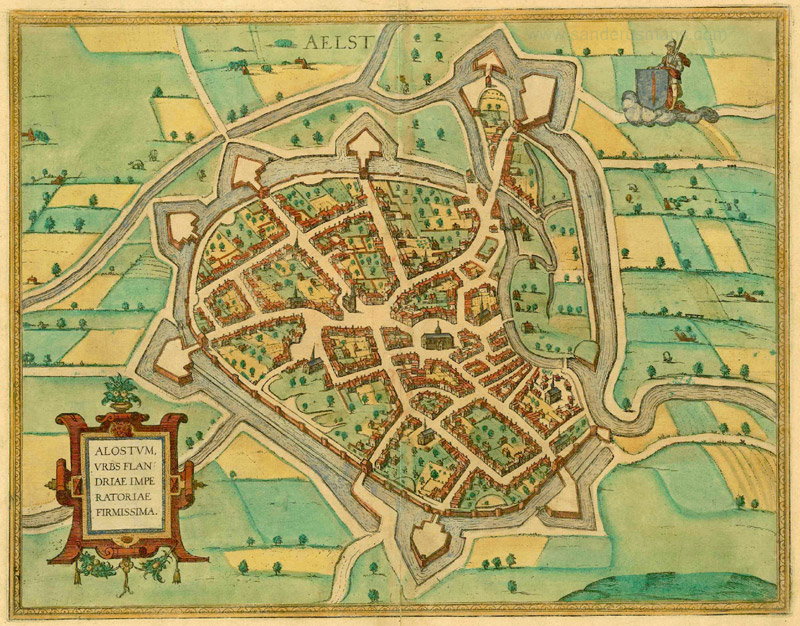
Aalst a 16. században
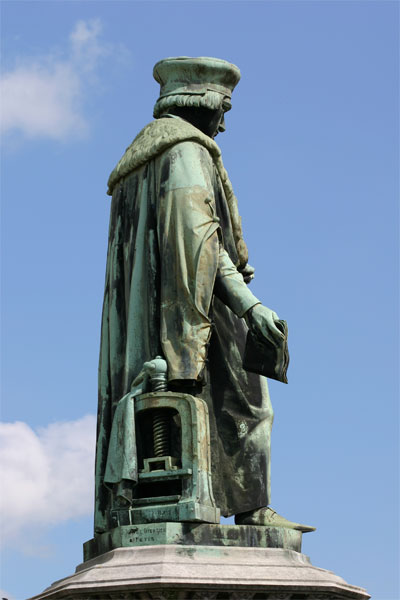
Dirk Martens szobra a főtéren
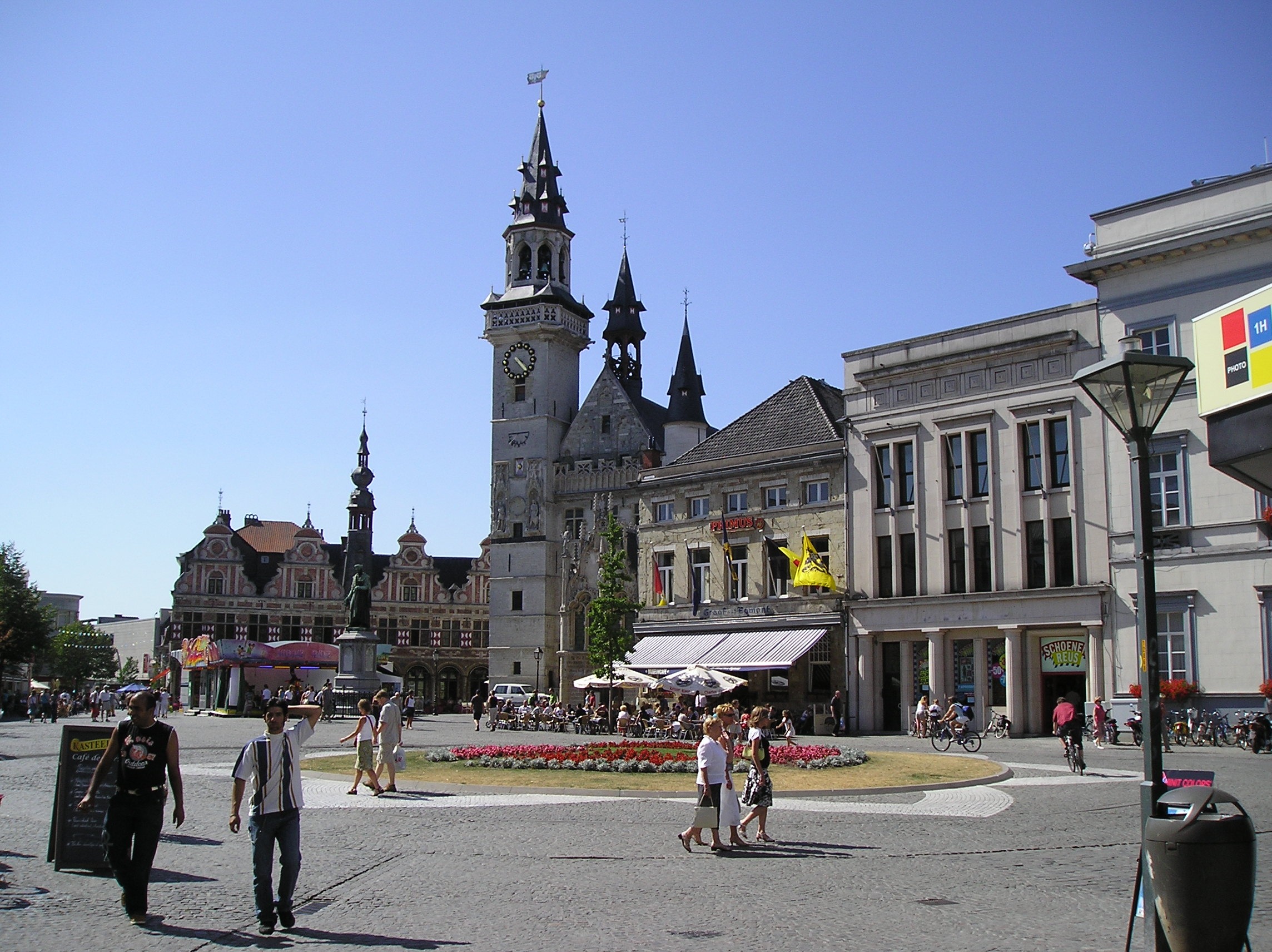
A főtér (Grote Markt) látképe
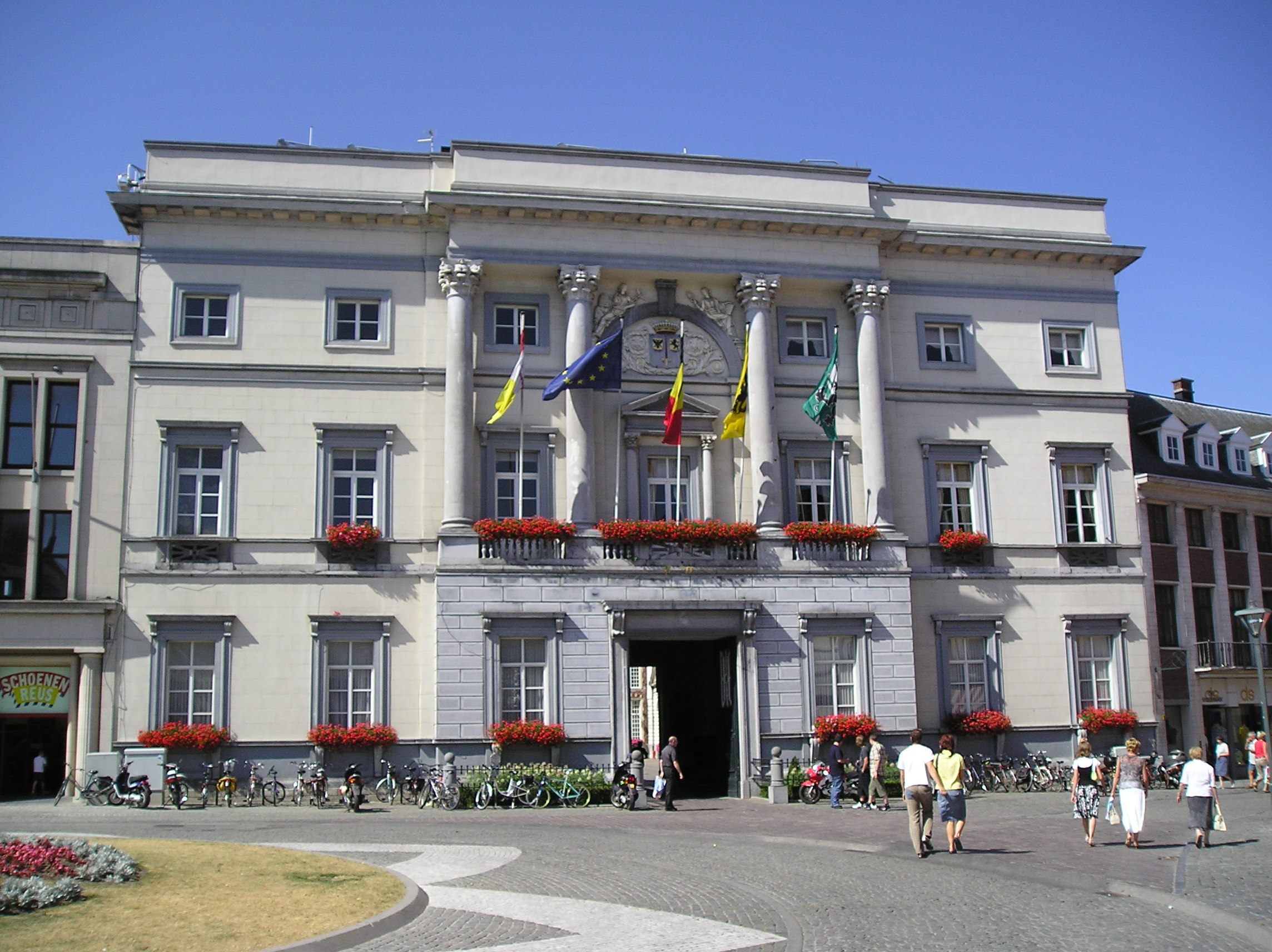
A városháza épülete
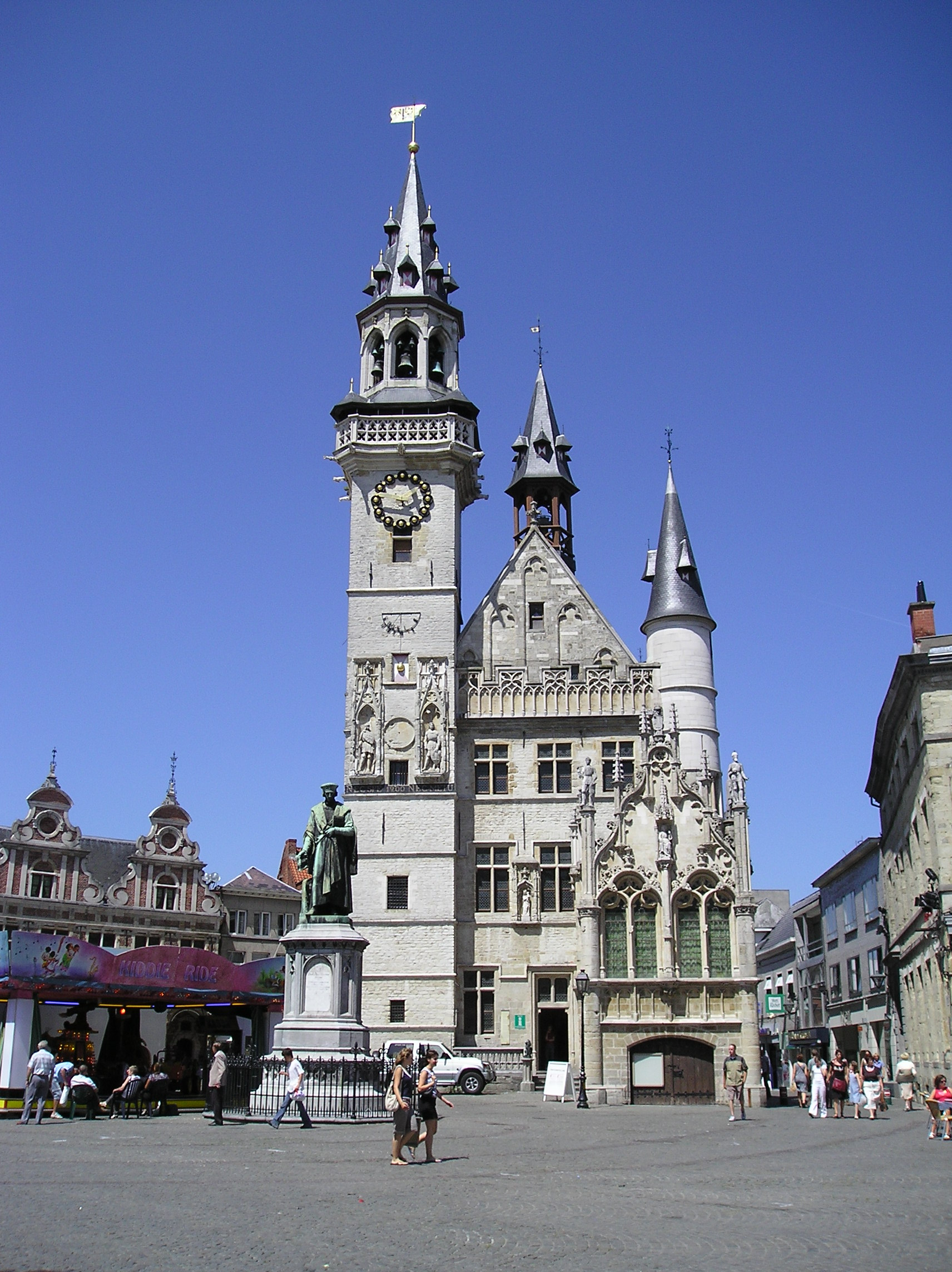
A városháza és a harangtorony
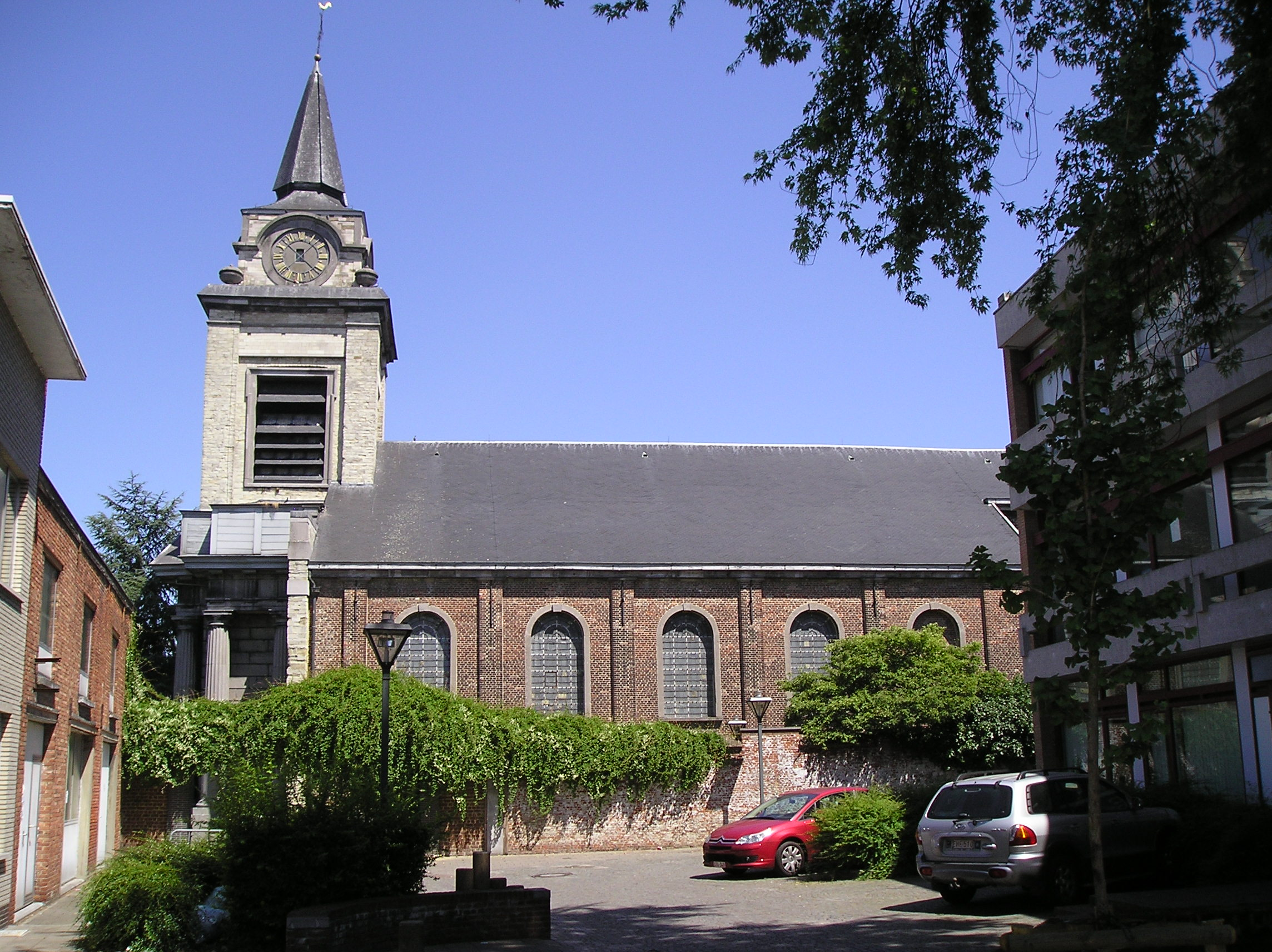
A helyi beginaudvar temploma
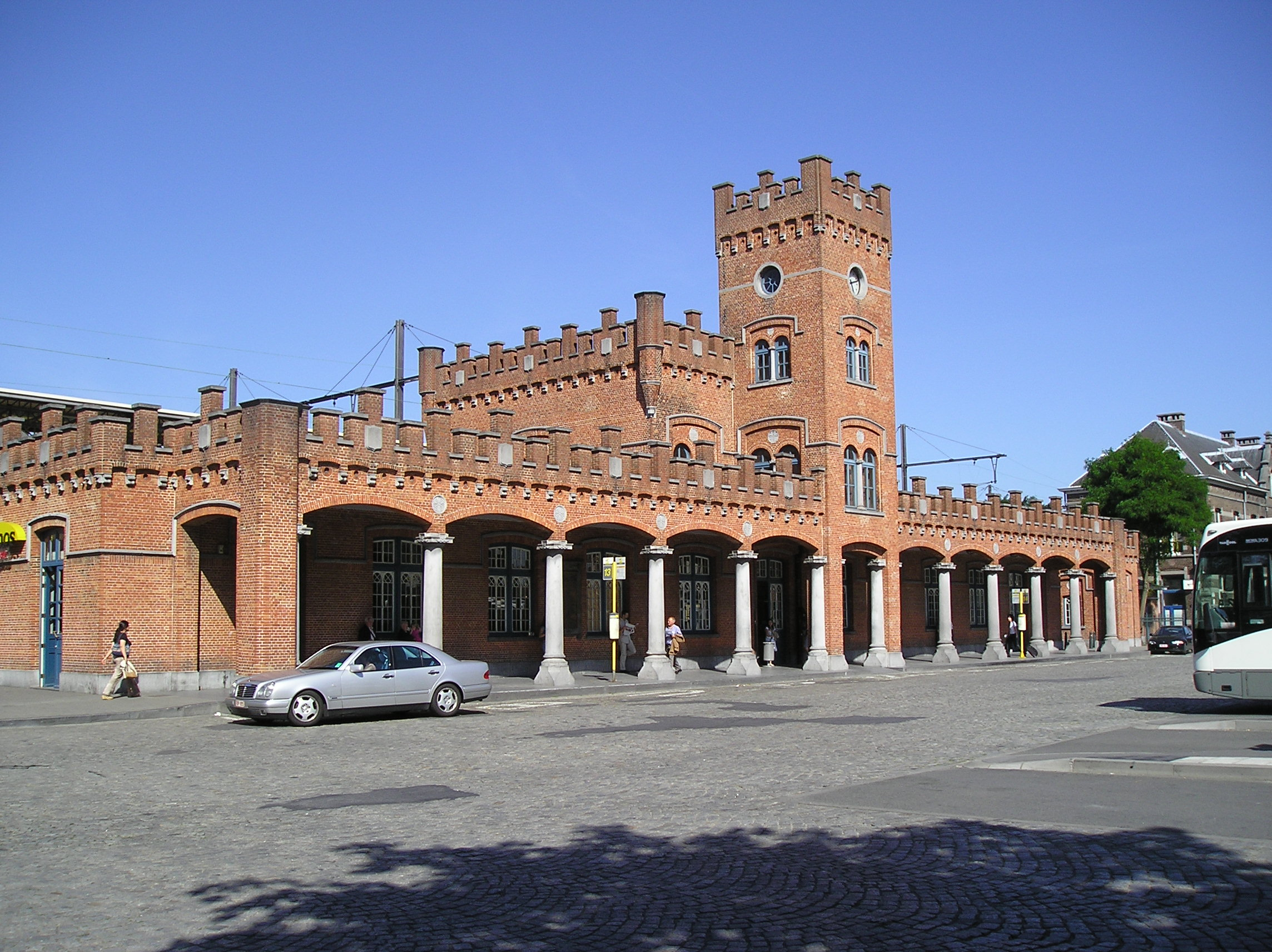
Az aalsti vasútállomás épülete

### Látnivalók
- Szent Márton-templom
- A városi tanács épülete és a középkori harangtorony
- Tőzsdeház
- Polgármesteri hivatal
- Oud-Hospitaal (korábban kórház, ma múzeum)
- Sint-Jozefscollege
- Terlinden kastély

### Kikapcsolódás
A Városi Park a város központjától délre, a Parklaan – De Wolfstraat – Erembodegemstraat utcák által határol területen található. Délről a park átnyúlik a közeli Osbroek természetvédelmi területbe.
A mintegy 15 hektár területű parkot 1911 és 1916 között építették Désiré De Wolf városatya vezetésével. A parkot a városi polgárság kikapcsolódása céljából hozták létre, számos sétaút és két halastó (Ballonvijver és Spiegelvijver) található itt. A kert épületei (többek között egy kertészlak, híd, tejcsarnok és kártyacsarnok) a 20. század elején uralkodó építészeti stílust tükrözik. A parkban több, mint 100 fafajta található.
Az Osbroek természetvédelmi terület Aalst és Erembodegem települések között található, északi részén alakították ki az aalsti Városi Parkot. A területet a Dender folyó mellett található ipari övezet és az Oostende–Brüsszel autópálya határolja. Az Osbroek eredetileg a térségre jellemző polderek egyik maradványa volt, ami a talajvíz pangása, és különösen a Dender melletti gátak felépítése után elmocsarasodott.  A korábban a mocsaras rétekre jellemző növényvilágot éger- és nyárfaligetek váltották fel, míg a magasabban fekvő területekre nyírfát telepítettek. A bányaművelés, a gátépítés, valamint a mocsarak és tavak lecsapolása miatt az eredeti élőhelyek nagyrészt eltűntek, de az erdős rész kedvelt kirándulóhelye Aalst és a környező települések lakosságának.

### Események
- Farsangi felvonulás: minden évben, a hamvazószerdát megelőző vasárnap tartják, idén a 80-ik alkalommal rendezték meg február 3-án. A felvonulás előtt farsangi király választanak (Prinsen van Aalst), aki három napig „uralkodik” a városban. A menet során mintegy 70, kisebb-nagyobb kosztümös () csoport vonul fel, különféle bábukkal feldíszített kocsikat (  kísérve.
- Farsangi ünnepségek: hamvazószerda előtti vasárnaptól a rákövetkező keddig. Kedden tartják a Voil Jeannetten, azaz női ruhába öltözött férfiak felvonulását. Kedd este a hagyományok szerint elégetik a karneváli bábukat.
- Búcsú: július első hétvégéjén.
- Vásár: november 11-én, Szent Márton napján.
- Koncertek a városi parkban: július és augusztus folyamán minden hétfő este.
- Criterion kerékpáros-verseny: a Tour de France befejezését követő hét hétfőjén.

## Politika
A 2006-os helyhatósági választásokat követően a városban a legnagyobb párt a szélsőjobboldali Vlaams Belang, 22,8%-os eredményével. Utána következik a CD&V/N-VA szövetség 21,3%-kal, majd a szocialista sp.a/spirit 19,3%-kal. A VLD a szavazatok 18,5%-át szerezte meg, míg a korábbi polgármester, Annie De Maght által vezetett Blauw választási szövetség 11,6%-ot.

## Gazdaság
Aalst városában található a világ egyik legnagyobb, kukoricakeményítőt előállító üzeme, az Amylum Group NV (). A búzafeldolgozással és izocukor előállítással is foglalkozó üzem jelenleg egy amerikai csoport, a Tate & Lyle () tulajdonában van, akik a gyártást fokozatosan Franciaországba helyezik át.
A világ egyik legjelentősebb mederkotrással foglalkozó vállalata, a Jan De Nul belgiumi székhelye szintén Aalstban található (). Többek között ez a cég végzi a Dubaiban található Palm Island Jebel Ali építését.
Bár a város sokáig textiliparáról volt híres és ma is találhatók itt textilipari üzemek, az ipari forradalmat követő hanyatlás hatása máig érezhető. A mai napig sok aalsti lakos ingázik Gent vagy Brüsszel városába.

## Testvérvárosok
- Bulgária, Gabrovo
- Hollandia, Oss

## A város népességének alakulása
- Forrás:NIS – Adatok:1806 és 1970 között=az 1970-es népszámlálás adatain alapuló becslés; 1980-= lakosság január 1-jén
- 1971: Erembodegem lakosságával együtt
- 1977: a sötét oszlop Baardegem, Erembodegem, Gijzegem, Herdersem, Hofstade, Meldert, Moorsel és Nieuwerkerken lakosságával együtt

## Aalst híres szülöttei
- Dirk Martens (kb. 1446-1534), németalföldi nyomdász és kiadó
- Pieter Coecke van Aelst (1502-1550), festő és falikárpit-készítő
- Adolf Daens (1839-1907), pap és politikus
- Valerius De Saedeleer (1867-1941), festő
- Louis Paul Boon (1912-1979), író
- Pieter De Bruyne (1931-1987), építész
- Odilon Mortier (1931), színész
- Jan De Wilde (1944) énekes és zenész
- Hilde Eynikel (1949) író, újságíró
- Jean-Marie Pfaff (1953), futballista
- Ronny Van Holen (1959), kerékpár-versenyző
- Sabine Appelmans (1972), teniszezőnő
- Franz Cumont (1868-1947), történész-régész
- Peter Van Der Heyden (1976), futballista
- Chris Boni (1936), színésznő
- Kevin Van Impe (1981), kerékpárversenyző
- Phara de Aguirre (1961), újságíró
- Dimitri Verhulst (1972), író, költő
- Herman Le Compte  (1929-2008), orvos, író és médiaszemélyiség
- Remco Evenepoel (2000), kerékpárversenyző